# Pattinam
Pattinam es una ciudad y nagar Panchayat situada en el distrito de Namakkal en el estado de Tamil Nadu (India). Su población es de 8912 habitantes (2011). Se encuentra a 31 km de Namakkal y a 24 km de Salem.

## Demografía
Según el censo de 2011 la población de Pattinam era de 8912 habitantes, de los cuales 4514 eran hombres y 4398 eran mujeres. Pattinam tiene una tasa media de alfabetización del 72,15%, inferior a la media estatal del 80,09%: la alfabetización masculina es del 79,96%, y la alfabetización femenina del 64,39%.